# Delphi-Ragwurz
Die Delphi-Ragwurz (Ophrys delphinensis) ist eine Art der Gattung Ragwurzen (Ophrys) in der Familie der Orchideengewächse (Orchidaceae).

## Beschreibung
Diese mehrjährige krautige Pflanze erreicht Wuchshöhen zwischen 20 und 40 cm. Die Grundblätter sind eiförmig bis lanzettlich.
Die zwittrigen Blüten sind zygomorph.
Die Kelchblätter sind rosarot gefärbt, während die Kronblätter dunkelrot erscheinen. Die dreilappige Lippe ist kastanienbraun gefärbt. Der konvex gewölbte Mittellappen ist am Rand kurz behaart und hat vorn ein dreizähniges Anhängsel. Die abwärts gerichteten Seitenlappen, die am Ansatz einen etwa 2 mm hohen Höcker aufweisen, sind dicht mit langen hellen Haaren besetzt. Das Mal kann als zwei isolierte oder verbundene Punkte auftreten, es ist lila mit einem hellen Rand.
Die Blütezeit erstreckt sich von April bis Mai.

## Standort und Verbreitung
Diese Art bevorzugt Kiefernwälder, ehemaliges Kulturland, Garriguen und Magerrasen. Im Gebirge findet man sie bis zu einer Höhe von 1100 m. Das Verbreitungsgebiet erstreckt sich über das nördliche Peloponnes, vor allem gibt es Vorkommen in Achaia und Korinth. In Zentralgriechenland findet man diese Orchidee in Ätolien, Fokis, Böotien, Attika, Fthiotis und Euböa.

## Taxonomie und Systematik
Die Delphi-Ragwurz Ophrys × delphinensis wurde 1972 von Othmar Danesch und Edeltraud Danesch in Orchideen Europas: Ophrys-Hybriden Seite 222 beschrieben. Es wird davon ausgegangen, dass diese Art aus einer Kreuzung hervorgegangen ist:

Argolische Ragwurz (Ophrys argolica) × Gehörnte Ragwurz (Ophrys oestrifera)

## Ökologie
Als Bestäuber wurde Anthophora plagiata beobachtet.